# دید (فیلم ۱۹۹۰)
دید (به هندی: Drishti) فیلمی محصول سال ۱۹۹۰ و به کارگردانی گوویند نیهلانی است. در این فیلم بازیگرانی همچون دیمپل کاپادیا، شکهار کاپور، عرفان خان، میتا واشیشت، نینا گوپتا، ناونیت نیشان ایفای نقش کرده‌اند.